# 官民研究開発投資拡大プログラム
官民研究開発投資拡大プログラム（かんみんけんきゅうかいはつとうしかくだいプログラム、Public/Private R&D Investment Strategic Expansion Program、略称：PRISM）は、日本の内閣府が2018年度に創設した研究開発支援制度である。官民の研究開発投資を拡大し、科学技術イノベーションを通じて経済成長を促進することを目指す。2023年度からは後継プログラム「BRIDGE」（研究開発とSociety5.0との橋渡しプログラム）に移行した。

## 目的

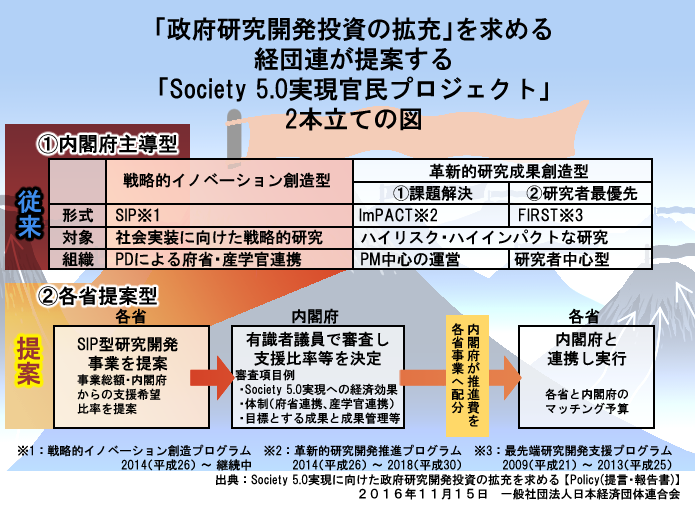
Society 5.0実現に向けた研究開発投資の拡充 - 経団連が2016年11月に発表した図を、要旨を変えずに簡略化、追記したもの

PRISMは、2016年（平成28年）に策定された「科学技術イノベーション官民投資拡大イニシアティブ」に基づき、民間企業の研究開発投資を誘発する効果の高い領域（ターゲット領域）を設定し、政府予算を戦略的に配分することで、イノベーション創出を加速することを目的とした。600兆円経済の実現を視野に入れ、AI、量子技術、バイオ技術などの分野で成果を追求した。

## 仕組み
総合科学技術・イノベーション会議（CSTI）が政策の司令塔として機能し、各府省の施策をターゲット領域に誘導。必要に応じて追加予算を配分し、領域全体での研究開発を推進した。公募制と異なり、運営委員会や審査会での決定プロセスが中心となり、予算配分の透明性に関する議論も存在した。実施期間は2018年度から2022年度までで、後継のBRIDGEでは「SIP」（戦略的イノベーション創造プログラム）との連携強化が図られている。

## 主な取り組みと成果
PRISMでは、建設分野での生産性向上技術や新薬創出を加速するAI開発など、多様なプロジェクトが支援された。例えば、国土交通省は革新的技術の現場導入を試行し、労働生産性の向上に寄与。一方で、予算配分の不透明さや成果の社会実装への遅れが指摘されることもあった。2022年8月の報告書（「今後のＰＲＩＳＭのあり方検討会」の設置について）では、PRISMの運用において課題が指摘されている。特に研究開発型の施策では、「官民の研究開発投資の拡大」や「財政支出の効率化」という目的に対し効果が限定的であり、資金を有効に使い切れていない状況が報告された。また、各省庁からの提案の数や質が低下していることが考えられ、制度の目的と実態の間にギャップが広がっていると評価されている。領域ごとの成果は内閣府公式ページで公開されているが、運営委員会やガバニングボードの詳細な審議内容の多くが非公開であり、外部から具体的なプロセスを把握することは困難である。後継のBRIDGEでは、官民のギャップ解消や資金活用の課題を踏まえた改善が期待されている。

## プログラム内容
官民研究開発投資拡大プログラム（PRISM）は、2018年度の開始以降、「ガバニングボード」において毎年度見直しと再編が行われた。特にターゲット領域は何度か変更している。詳細は次節で述べる。

### ターゲット領域の変遷
当初3つであったターゲット領域は見直しにより3度修正され、プログラム終了時点で4つとなった。
| No.                        | 領域名                                                 | 領域統括         |
| 平成30年発足 3つ           | 平成30年発足 3つ                                       | 平成30年発足 3つ |
| -------------------------- | ------------------------------------------------------ | ---------------- |
| 1                          | 革新的建築・ｲﾝﾌﾗ維持管理技術／革新的防災・減災技術領域 | 田代民治         |
| 2                          | 革新的サイバー空間基盤技術領域                         | 安西祐一郎       |
| 3                          | 革新的フィジカル空間基盤技術領域                       | 佐相秀幸         |
| 令和元年4月以降 2つ        |                                                        |                  |
| 1                          | 革新的建築・ｲﾝﾌﾗ維持管理技術／革新的防災・減災技術領域 | 田代民治         |
| 2                          | AI技術領域                                             | 安西祐一郎       |
| 令和元年9月以降 3つ        |                                                        |                  |
| 1                          | 革新的建築・ｲﾝﾌﾗ維持管理技術／革新的防災・減災技術領域 | 田代民治         |
| 2                          | AI技術領域                                             | 安西祐一郎       |
| 3                          | バイオ技術領域                                         | 小林憲明         |
| 令和2年6月 - 令和4年度 4つ |                                                        |                  |
| 1                          | 革新的建築・ｲﾝﾌﾗ維持管理技術／革新的防災・減災技術領域 | 田代民治         |
| 2                          | AI技術領域                                             | 安西祐一郎       |
| 3                          | バイオ技術領域                                         | 小林憲明         |
| 4                          | 量子技術領域                                           | 荒川泰彦         |

### プログラム一覧
ここでは、プログラム終了年度である2022年度の取り組みを領域ごとに掲載する。
|    | 領域 | No. | 領域名① 革新的建設・インフラ維持管理技術／革新的防災・減災技術（13施策）                                                    | 府省庁         | 交付金額 (単位:億円) |
| -- | ---- | --- | --- | -------------- | -------------------- |
| 1  | ①    | 1   | 官民連携による防災情報サービスプラットフォームの構築及び適切な災害対応の促進                                                | 文科省         | 1.67                 |
| 2  | ①    | 2   | 流域治水に向けたため池の強靱化及び洪水調節機能強化技術の開発                                                                | 農水省         | 1.50                 |
| 3  | ①    | 3   | 防災上管理優先度の高い路網判定技術の開発                                                                                    | 農水省         | 0.3                  |
| 4  | ①    | 4   | i-Constructionの推進_「国土交通データプラットフォーム」の構築                                                               | 国交省         | 22.59                |
| 5  | ①    | 5   | i-Constructionの推進_無人工事現場実現に向けた建機の自動制御・群制御、施工データの3D化及び同データに基づく検査技術開発の概要 | 国交省         | 22.59                |
| 6  | ①    | 6   | i-Constructionの推進_レーザー測量の高度化、施工維持管理まで使用可能な３Ｄ設計システム開発                                   | 国交省         | 22.59                |
| 7  | ①    | 7   | データを活用した効率的かつ効果的なインフラ維持管理・更新の実現（施策(1)～(3)：道路関係）                                    | 国交省         | 2.24                 |
| 8  | ①    | 8   | データを活用した効率的かつ効果的なインフラ維持管理・更新の実現（施策(4)～(6)：河川機械設備関係）                            | 国交省         | 2.24                 |
| 9  | ①    | 9   | 観測水位を活用した傾向分析による中小河川の水位情報提供システムの開発                                                        | 国交省         | 3.00                 |
| 10 | ①    | 10  | デジタルデータを活用した建築物の被災判定による迅速な復旧促進                                                                | 国交省         | 0.47                 |
| 11 | ①    | 11  | 竜巻等の自動検知・進路予測システム開発                                                                                      | 国交省         | 2.03                 |
| 12 | ①    | 12  | 流域治水における被害軽減のための木造住宅の水害対応技術の開発                                                                | 国交省         | 0.54                 |
| 13 | ①    | 13  | インフラ分野のサステナビリティ向上【準備中】                                                                                | 国交省         | 2.00                 |
|    | 領域 | No. | 領域名② AI技術領域（8施策）                                                                                                 | 府省庁         | 交付金額 (単位:億円) |
| 14 | ②    | 1   | AI技術を活用した不正プログラム解析手法の高度化                                                                              | 警察庁         | 0.74                 |
| 15 | ②    | 2   | 人工知能等を用いたサイバー空間における違法・有害情報の探索・分析技術の実用化に向けた検討                                    | 警察庁         | 0.60                 |
| 16 | ②    | 3   | 脳情報から知覚情報を推定する AI 技術                                                                                        | 総務省         | 1.80                 |
| 17 | ②    | 4   | 農畜産向けにおいセンサの開発                                                                                                | 農水省、文科省 | 1.14                 |
| 18 | ②    | 5   | 分散型水素エネルギーシステムの設計/制御AIの構築による社会実装加速                                                           | 文科省         | 0.73                 |
| 19 | ②    | 6   | 新薬創出を加速する症例データベースの構築・拡充/創薬ターゲット推定アルゴリズムの開発                                         | 厚労省、文科省 | 5.81                 |
| 20 | ②    | 7   | データ駆動型土壌メンテナンスによるスマート農業の高度化                                                                      | 農水省         | 2.00                 |
| 21 | ②    | 8   | アジア展開を可能とする高度環境制御型施設園芸技術の開発                                                                      | 農水省         | 2.00                 |
|    | 領域 | No. | 領域名③ バイオ技術領域（9施策）                                                                                             | 府省庁         | 交付金額 (単位:億円) |
| 22 | ③    | 1   | 精密分析・解析に向けた”You on a chip”の創出                                                                                 | 文科省         | 0.33                 |
| 23 | ③    | 2   | 栄養の流れを制御するアグリバイオ技術による持続可能な農業                                                                    | 文科省         | 0.50                 |
| 24 | ③    | 3   | 糖尿病個別化予防を加速するマイクロバイオーム解析 AI の開発                                                                  | 厚労省         | 3.42                 |
| 25 | ③    | 4   | 次世代バイオデータ基盤の構築に向けたデータ連携の概念実証                                                                    | 厚労省         | 1.54                 |
| 26 | ③    | 5   | ゲノム編集酵素の機能モジュールデータ基盤構築                                                                                | 農水省         | 0.90                 |
| 27 | ③    | 6   | 高バイオマス配合型高性能バイオプラの開発                                                                                    | 農水省         | 1.50                 |
| 28 | ③    | 7   | 動物用医薬品をターゲットとしたバイオ製剤供給技術の開発                                                                      | 農水省         | 1.40                 |
| 29 | ③    | 8   | 農産物輸出拡大に向けた植物病害虫検疫支援システムの確立                                                                      | 農水省         | 0.93                 |
| 30 | ③    | 9   | 木材需要拡大に資する大型建築物普及のための技術開発                                                                          | 国交省         | 0.97                 |
|    | 領域 | No. | 領域名④ 量子技術領域（5施策）                                                                                               | 府省庁         | 交付金額 (単位:億円) |
| 31 | ④    | 1   | 超高速・高機能な冷却原子型量子シミュレータ・コンピュータの高度化                                                            | 文科省         | 1.40                 |
| 32 | ④    | 2   | 量子技術を用いた生体機能計測の効率化（量子生命科学研究拠点の形成）                                                          | 文科省         | 0.54                 |
| 33 | ④    | 3   | 量子もつれ光を駆使した革新的赤外吸収分光装置の実現                                                                          | 文科省         | 1.20                 |
| 34 | ④    | 4   | 量子技術を用いた生体高分子構造情報取得に向けた中性子回折装置の高度化（量子生命科学研究拠点の形成）                          | 文科省         | 0.94                 |
| 35 | ④    | 5   | 量子アプリ開発を支援する民間研究開発環境の整備                                                                              | 文科省         | 1.25                 |

### 他のプロジェクトへの参加研究者
これまでに実施された類似研究プロジェクトへの研究者としての参加4名とその研究。
- FIRST
  - 荒川 泰彦 - FIRSTプログラム4「フォトニクス・エレクトロニクス融合システム基盤技術開発」
- SIP
  - 安西祐一郎 - SIP第2期-1「ビッグデータ・AI を活用したサイバー空間基盤技術[17]」PD（プログラムディレクター）。
  - 佐相秀幸 - SIP第2期-2「フィジカル空間デジタルデータ処理基盤[18]」PD（プログラムディレクター）。
  - 小林 憲明 - SIP第2期-7「スマートバイオ産業・農業基盤技術[19]」PD（プログラムディレクター）。

## 沿革
官民研究開発投資拡大プログラム（PRISM）の歴史的経緯を以下に示す。
- 2016年12月: 「科学技術イノベーション官民投資拡大イニシアティブ[3]」が総合科学技術・イノベーション会議と経済財政諮問会議で策定され、PRISMの構想が示される[4][5][6]。
- 2017年4月頃: 「PRISM」の名称が採用され、ターゲット領域検討委員会[20]で具体化が始まる。
- 2018年度（平成30年度）: PRISMが正式に創設。内閣府主導で各府省の施策をターゲット領域に誘導し、研究開発支援が開始される。
- 2019年度以降: AI、量子技術、バイオ技術などの領域でプロジェクトが進行。建設分野や新薬創出などで成果を上げつつ、運用面の課題も浮上。
- 2021年10月: PRISMシンポジウム2021開催[21]。
- 2022年8月: プログラム終了間際に「今後のＰＲＩＳＭのあり方検討会」の設置が提案され、資金の有効活用不足や省庁提案の低下が指摘される[9][10]。
- 2022年度（令和4年度）: PRISMが終了。後継として2023年度開始のBRIDGE[2]に移行。
- 2023年3月: 「ＳＩＰ/ＰＲＩＳＭシンポジウム２０２２」をオンラインで開催[22]。

## 研究推進法人
- 国立研究開発法人防災科学技術研究所（NIED）
- 国立研究開発法人土木研究所（PWRI）
- 国立研究開発法人医薬基盤・健康・栄養研究所（NIBIOHN）